# MazinSaga
MazinSaga (マジンサーガ?, Majinsāga) è un manga della serie Mazinga scritto e disegnato da Gō Nagai tra il 1990 e il 1998.

## Trama
Koji Kabuto, studente universitario, si trova a dover raccogliere il frutto delle ricerche del padre, fisico di fama mondiale, morto in circostanze misteriose. Al ragazzo viene affidato il Mazinger Z, l'armatura di Dio, una straordinaria corazza composta da Super Materia Spirituale Z, materiale scoperto dal padre di Koji, che conferisce i poteri di un dio o di un demone: tutto dipende dalla volontà e dallo spirito di chi ne fa uso. I poteri di Mazinger Z si manifestano in tutta la loro violenza quando Koji, indossata per la prima volta l'armatura, decreterà nientemeno che la fine dell'intero pianeta Terra.
Questo evento lo porterà a trasferirsi sul pianeta Marte del futuro, per aiutare i terrestri sopravvissuti e lì rifugiatisi, contro uno spaventoso e misterioso nemico alieno.

## Storia editoriale
Il manga è composto da sei volumi. Nel luglio 2012, l'editore Kōdansha ha pubblicato una nuova ristampa del manga, comprensivo di 400 pagine aggiuntive delle quali, circa 200, sono sparse nei primi 5 volumi, per dare un ritmo più serrato agli avvenimenti noti, mentre nel sesto è presente un finale che pur non concludendo tutte le sotto-trame, conclude comunque la serie.